# Le Français en Afrique
Pour un article plus général, voir Français d'Afrique.
Le Français en Afrique est une revue scientifique publiée par l'Institut de linguistique française (ILF) et le laboratoire Bases, Corpus et Langage (BCL – UMR 7320) (CNRS - université Nice-Sophia-Antipolis).
L'ambition de cette revue est de faire un point régulier sur la connaissance du français et des contacts de langues en Afrique.

## Historique
La revue a été créée et dirigée par Suzanne Lafage dans le cadre de l'Institut national de la langue française (INalF sous les auspices de B. Quemada puis de R. Martin, devenu ILF), puis elle a été placée, à partir du no 11, sous la responsabilité du laboratoire Bases, Corpus et Langage et la direction conjointe d’A. Queffélec et de S. Lafage.
La revue a cessé de paraître en 2018. Elle est en cours de numérisation sur Persée.

## Liste des numéros parus
- no 1 : Bulletin de l'Observatoire du Français contemporain en Afrique (1980)
- no 2 : Bulletin de l'Observatoire du Français contemporain en Afrique (1981)
- no 3 : Bulletin de l'Observatoire du Français contemporain en Afrique (1982)
- no 4 : Bulletin de l'Observatoire du Français contemporain en Afrique (1983)
- no 5 : Bulletin de l'Observatoire du Français contemporain en Afrique (1984)
- no 6 : Le français en Haute-Volta (1986)
- no 7 : Bulletin de l'Observatoire du Français contemporain en Afrique (1987-1988)
- no 8 : Bulletin de l'Observatoire du Français contemporain en Afrique (1989-1990)
- no 9 : Bulletin de l'Observatoire du Français contemporain en Afrique (1992-1993)
- no 10 : Aspects Lexicographiques, Lexicologiques Socio-linguistiques (1995)
- no 11 : Bibliographie (1997)
- no 12 : Recueil d'études en hommage à Suzanne Lafage (1998)
- no 13 : Recueil d'articles (1999)
- no 14 : Le français au Gabon (2000)
- no 15 : Recueil d'articles (2001)
- no 16 et 17 : Le français en Côte d'Ivoire (2002-2003)
- no 18 : Le français en Tunisie (2004)
- no 19 : Recueil d'articles (novembre 2004)
- no 20 : Le français au Tchad (2005)
- no 21 : Actes du colloque consacré à S. Lafage (2006)
- no 22 : Recueil d'articles (2007)
- no 23 : Recueil d'articles (2008)
- no 24 : Le français au Cameroun (2009)
- no 25 : Recueil d'articles (2010)
- no 26 : Actes du Colloque "Autour du verbe" (2011)
- no 27 : Actes du Colloque "Convergences, divergences et la question de la norme en Afrique francophone" (2012)
- n° 28 : Français en contact et discours électroniques (2014)
- n° 29 : Inventaire des particularités lexicales du français au Cameroun (1990-2015) (2015)
- n° 30 : Le français dans les métropoles africaines (2016)
- n° 31 : Les « francophonies » africaines : bilans et perspectives (2017)
- n° 32 : Le français en contact « ici » et « ailleurs » (2018)